# De Opmerker
De Opmerker is een architectuur- en bouwtijdschrift, dat van 1866 tot 1919 bestaan heeft. Het was het eerste architectuurtijdschrift in Nederland dat regelmatig (wekelijks) verscheen en was van 1883 tot 1892 het orgaan van architectuurgenootschap Architectura et Amicitia.
Het eerste nummer van De Opmerker verscheen op 7 april 1866. Op dat moment was er onder architecten en ingenieurs een sterke behoefte aan een goedkoop, regelmatig verschijnend blad, waarin men niet alleen geïnformeerd werd, maar waarin ook allerlei kwesties besproken konden worden. Dit was in de bestaande architectuurtijdschriften, waarin vrijwel alleen beschouwingen en plaatwerk werd gepubliceerd en die zich niet altijd op de actualiteit richtten, niet mogelijk. De redactie was op dat moment, voor de voorzichtigheid, nog naamloos, evenals de meeste medewerkers. Pas met ingang van de tweede jaargang maakte deze zich bekend: de redactie was in handen van de Arnhemse architect F.W. van Gendt en medewerkers waren T. van Doesburgh, J.H. Leliman, H. Linse, S.E.W. Roorda van Eysinga en H.P. Vogel.
In het tijdschrift kwam alles aan de orde wat te maken had met de bouw: bouwtechnieken, vormgeving, architectuurgeschiedenis, tentoonstellingen, prijsvragen, maar ook zaken als transport, machines en droogmakerijen. Later volgden ook de notulen van de vergaderingen van verschillende architectuurverenigingen en de verslagen van excursies en studiereizen. Van 1833 tot 1892 was De Opmerker de officiële spreekbuis van Amsterdamse architectuurgenootschap Architectura et Amicitia, hoewel Van Gendt een aantal pagina's behield voor zijn Arnhemse redactie. Van Gendt bleef tot zijn dood in december 1900 hoofdredacteur van De Opmerker. Met ingang van 1 februari 1901 werd hij opgevolgd door de Haagse architect P.H. Scheltema. Per 1 mei 1919 hield De Opmerker officieel op te bestaan.

Platen
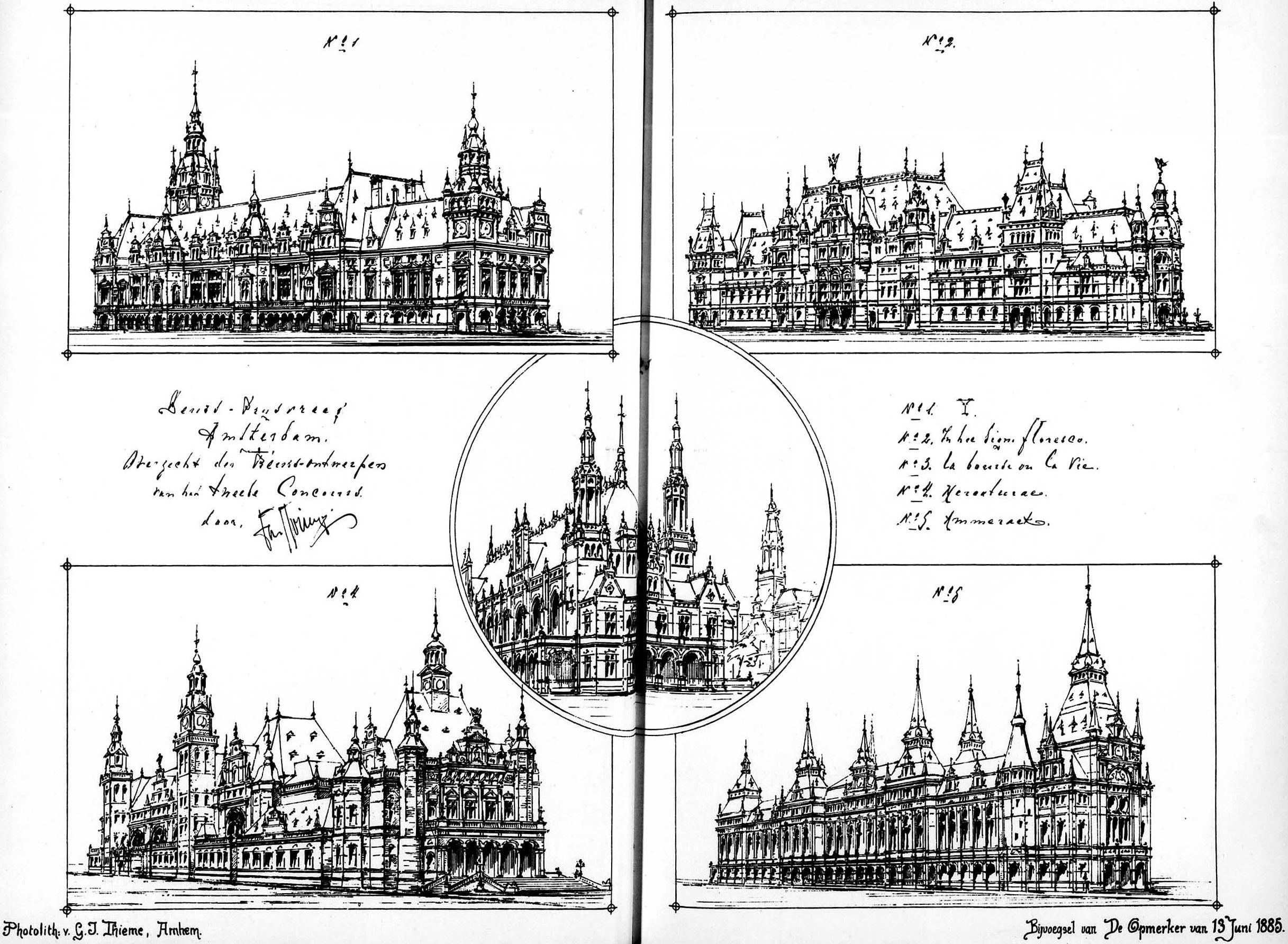
Prijsvraagontwerpen voor een Koopmansbeurs, Amsterdam. Gepubliceerd 13 juni 1885.
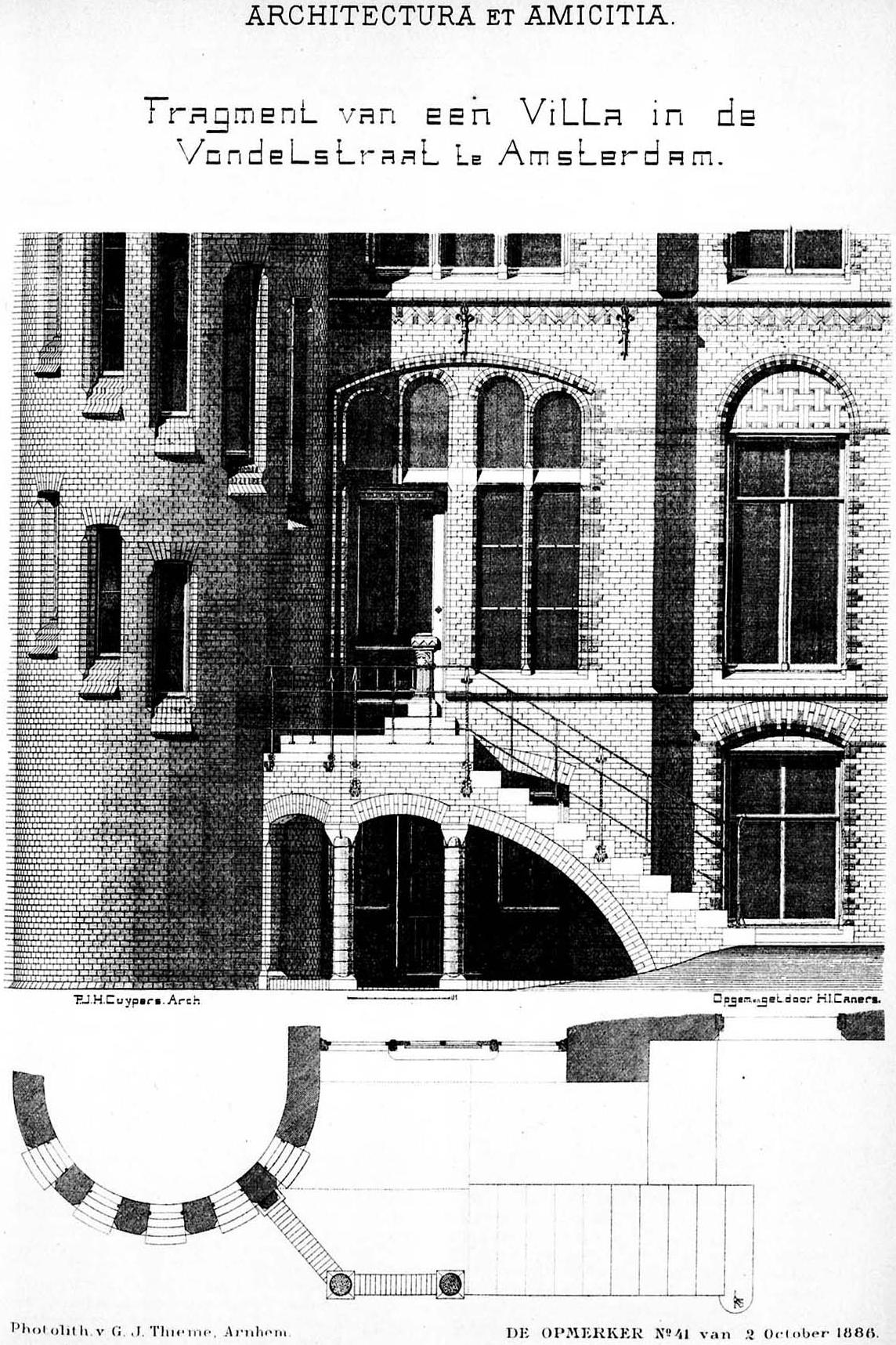
P.J.H. Cuypers. Villa, Vondelstraat, Amsterdam. Gepubliceerd 2 oktober 1886.
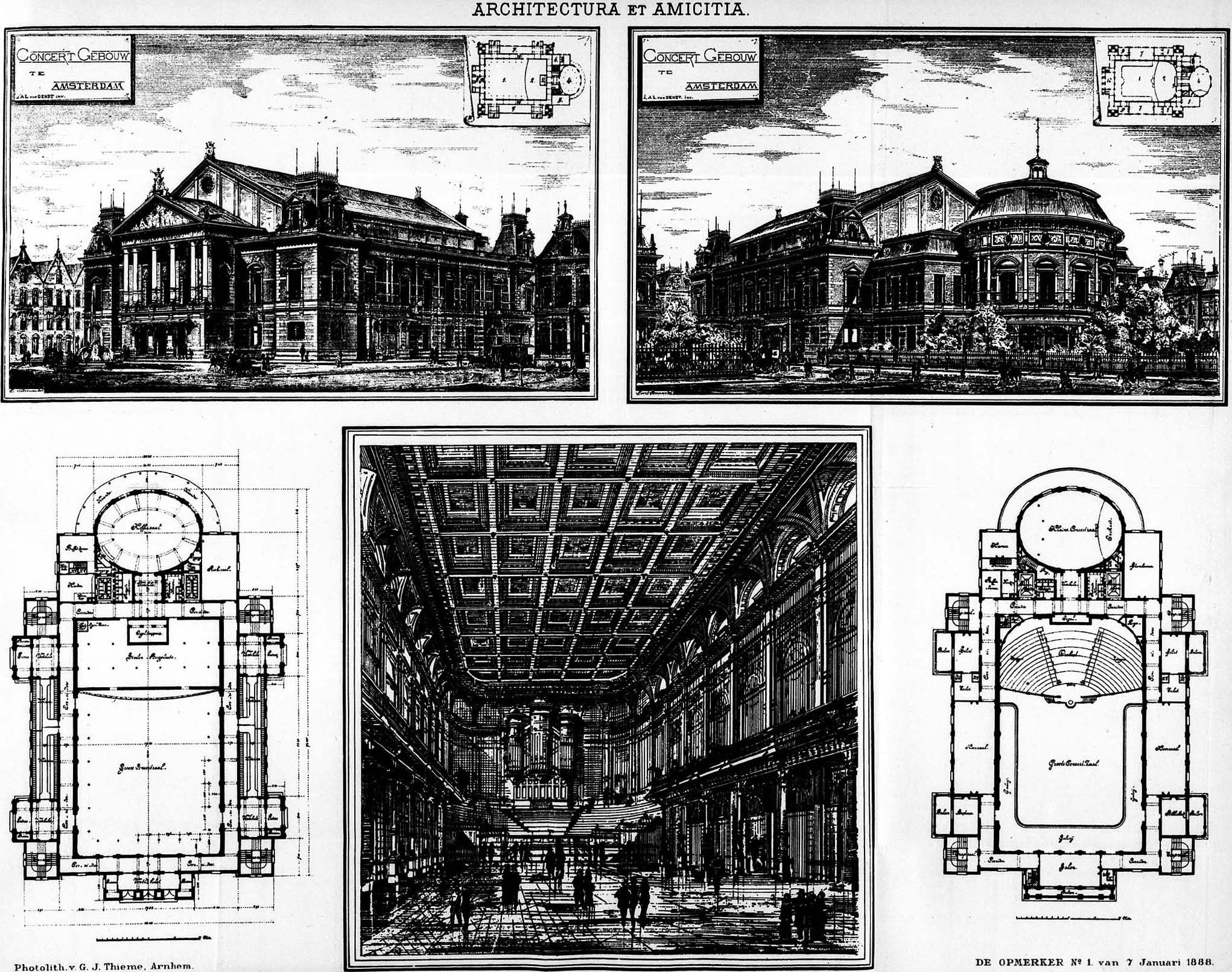
A.L. van Gendt. Concertgebouw, Amsterdam. Gepubliceerd 7 januari 1888.
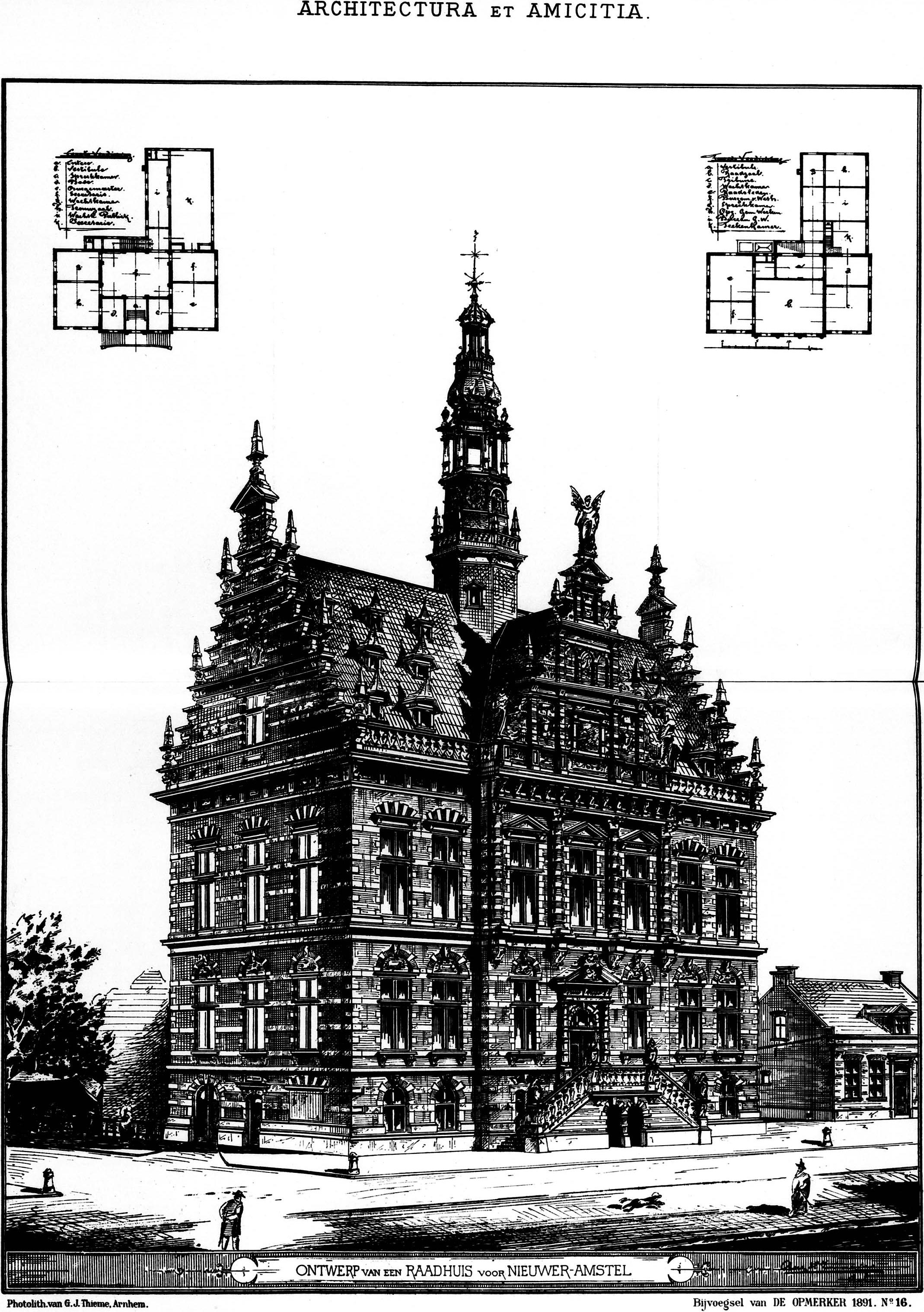
R. Kuipers. Raadhuis Nieuwer-Amstel. Gepubliceerd 18 april 1891.
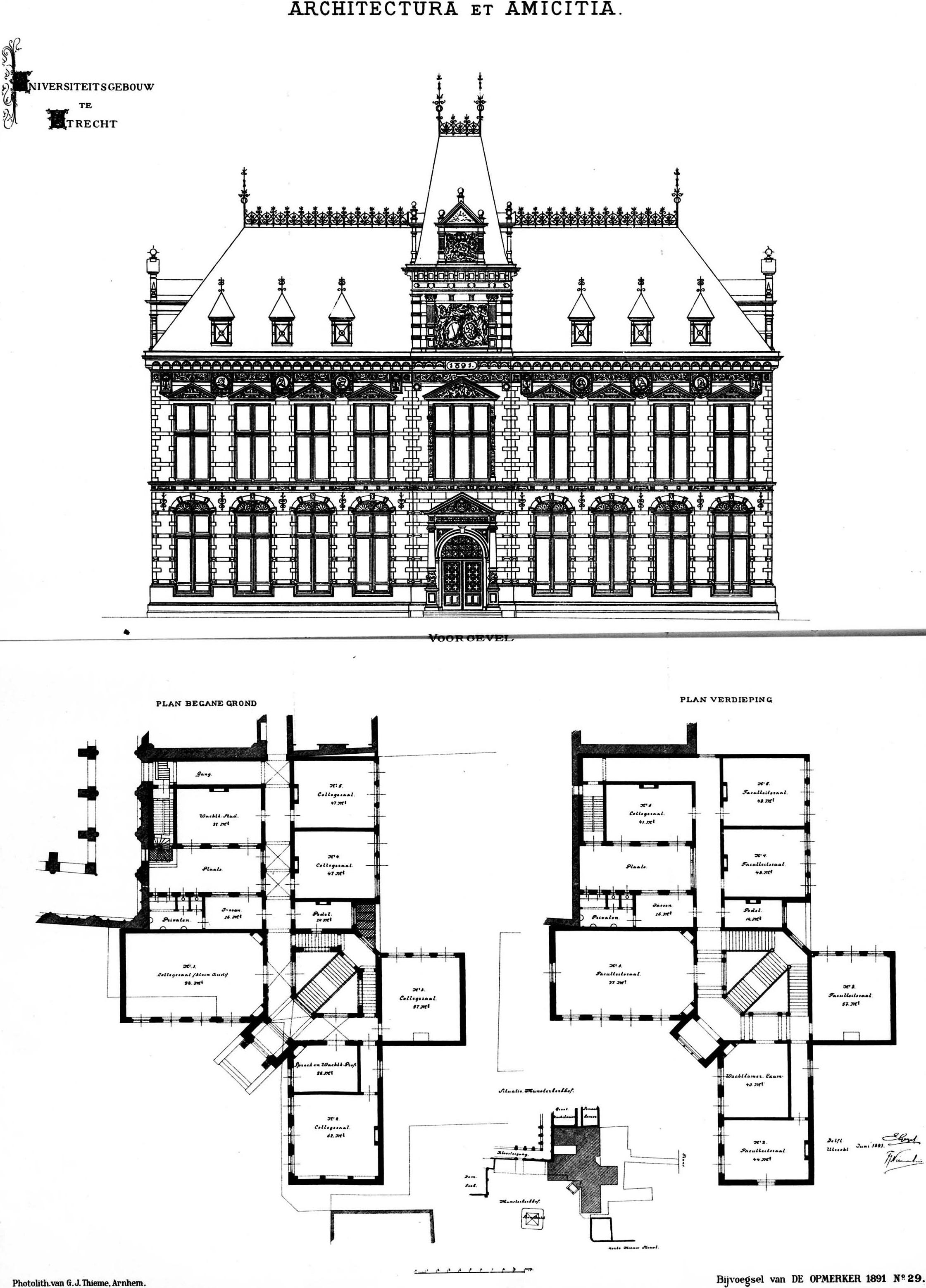
E. Gugel en F.J. Nieuwenhuis. Academiegebouw, Utrecht. Gepubliceerd 18 juli 1891.
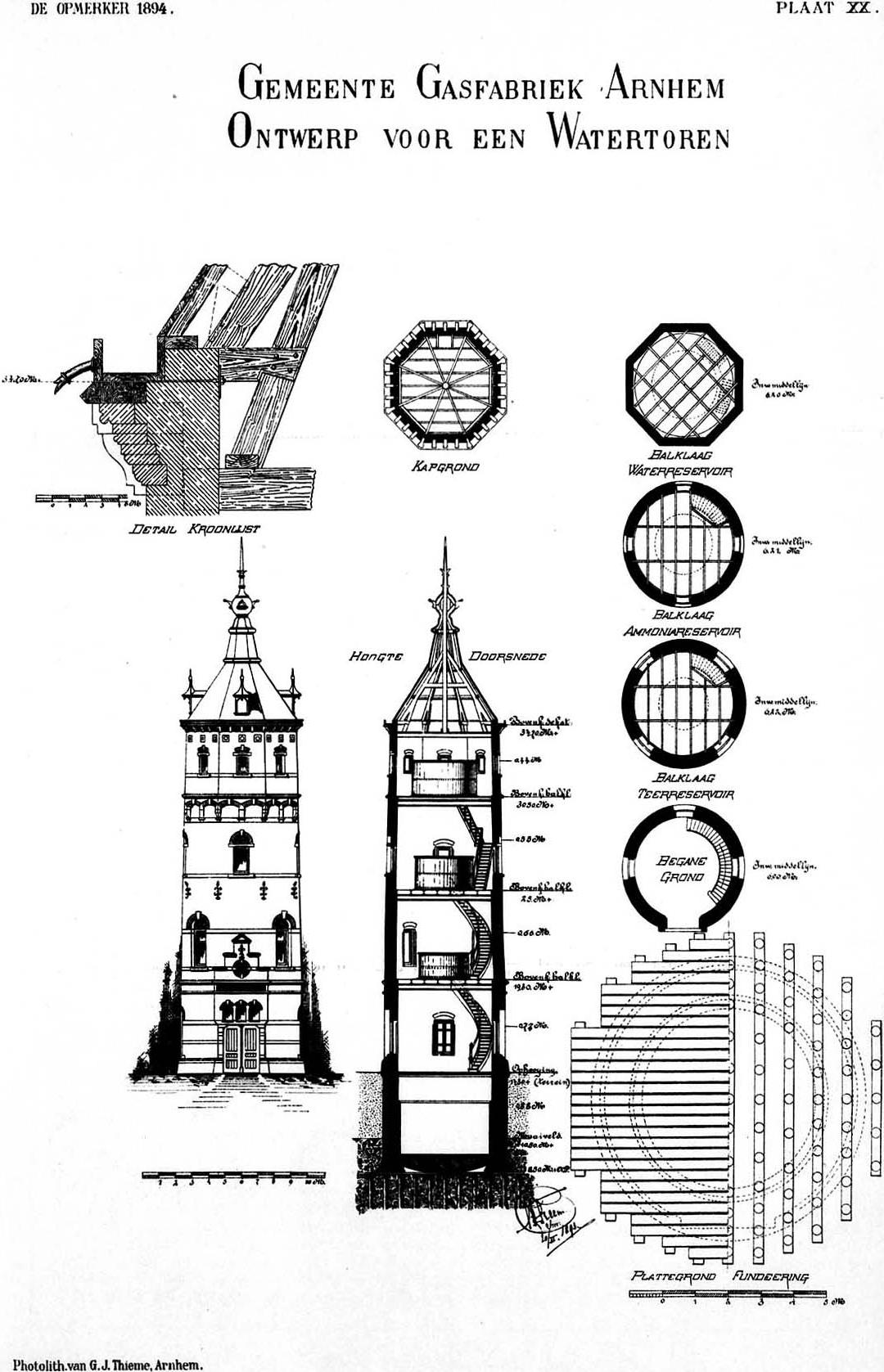
A.R. Freem. Watertoren, Arnhem. Gepubliceerd 20 februari 1893.
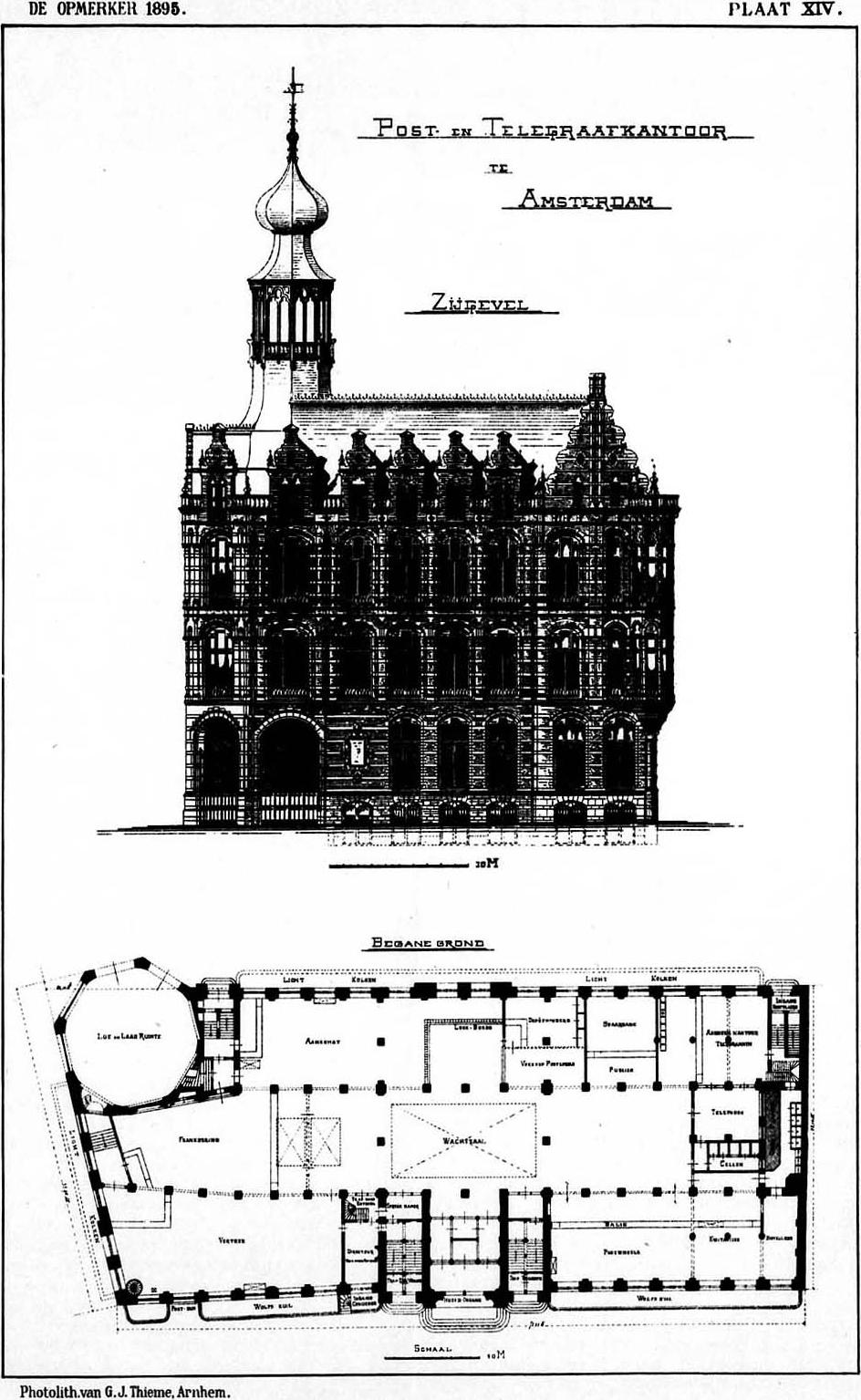
C.H. Peters. Hoofdpostkantoor, Amsterdam. Gepubliceerd 13 juli 1895.
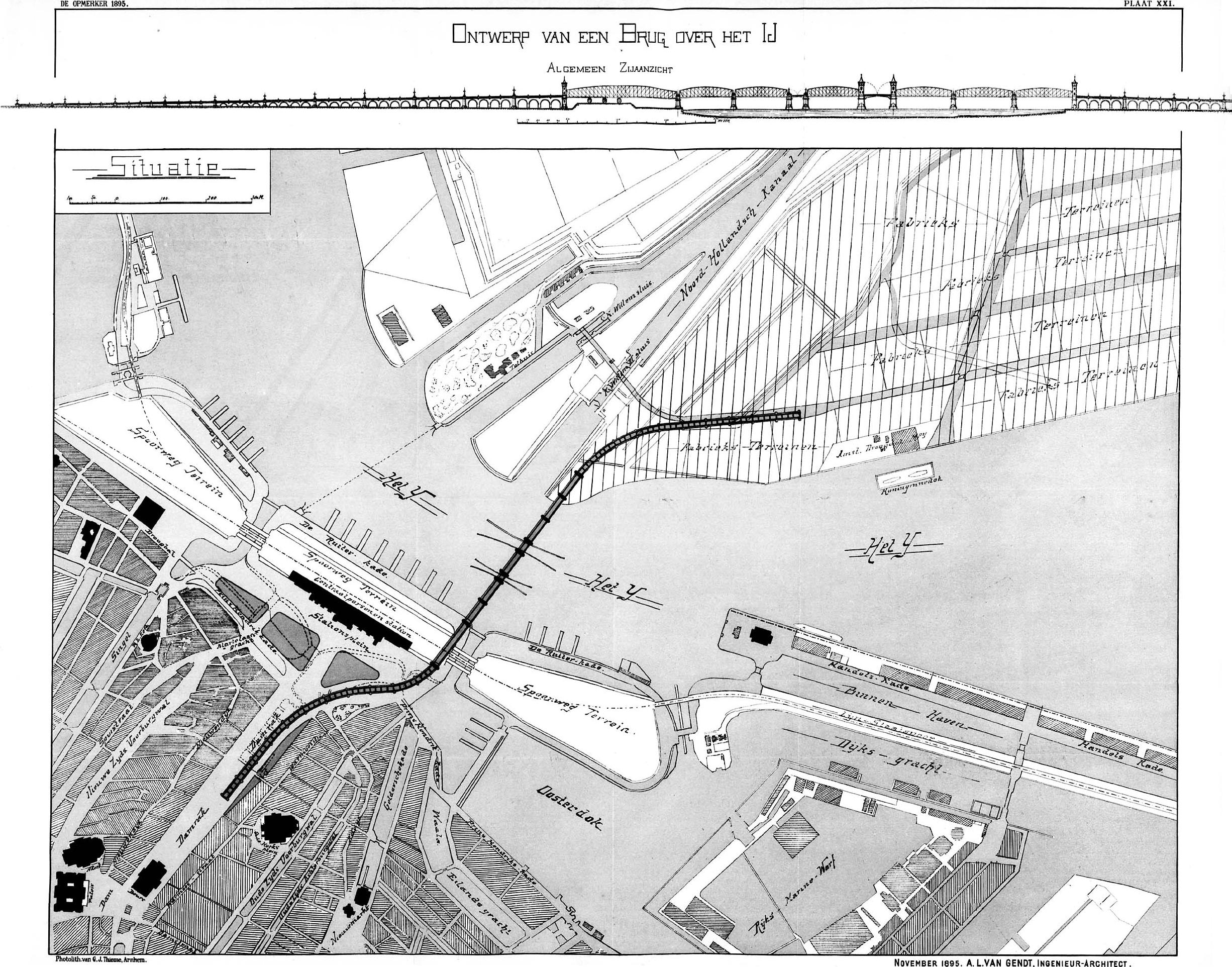
A.L. van Gendt. Ontwerp voor een brug over het IJ. Gepubliceerd 30 november 1895.